# Bullet
Bullet är ett svenskt heavy metal-band, grundat i Växjö år 2001 av Hampus Klang och Dag "Hell" Hofer. Bandet gav ut sin första demo Heavy Metal Highway 2002 och släppte 2006 albumet Heading for the Top genom skivbolaget Black Lodge. Iron Maidens sångare Bruce Dickinson spelade upp Bulletlåten "Turn it up loud" från debutalbumet i sitt radioprogram i engelska BBC 2006.
År 2008 gav Bullet ut sitt andra album, Bite the Bullet. Den 21 juni 2009 var Bullet förband till AC/DC på Ullevi i Göteborg och 3 oktober 2009 spelade Bullet två låtar i Globen (inför cirka 15 000 personer) innan NHL-matchen mellan Detroit Red Wings och St. Louis. Tredje albumet, Highway Pirates, släpptes i början av 2011.
Gitarristen Hampus Klang har även spelat i grindcorebandet Birdflesh och basisten Adam Hector sjöng tidigare i hardcorebandet Path of No Return.
Bandet har även turnerat tillsammans med flera band som Scams, Ambush och Dead Lord som också är från Växjö.

## Medlemmar
Nuvarande medlemmar
- Dag "Hell" Hofer – sång (2001– )
- Hampus Klang – gitarr (2001– )
- Gustav Hjortsjö – trummor (2001– )
- Alexander Lyrbo – gitarr (2013– )
- Gustav Hector – basgitarr (2017– )

Tidigare medlemmar
- Lenny Blade – basgitarr (2001–2006)
- Eric Almström – gitarr (2001–2012)
- Adam Hector – basgitarr (2006–2016)

Bildgalleri

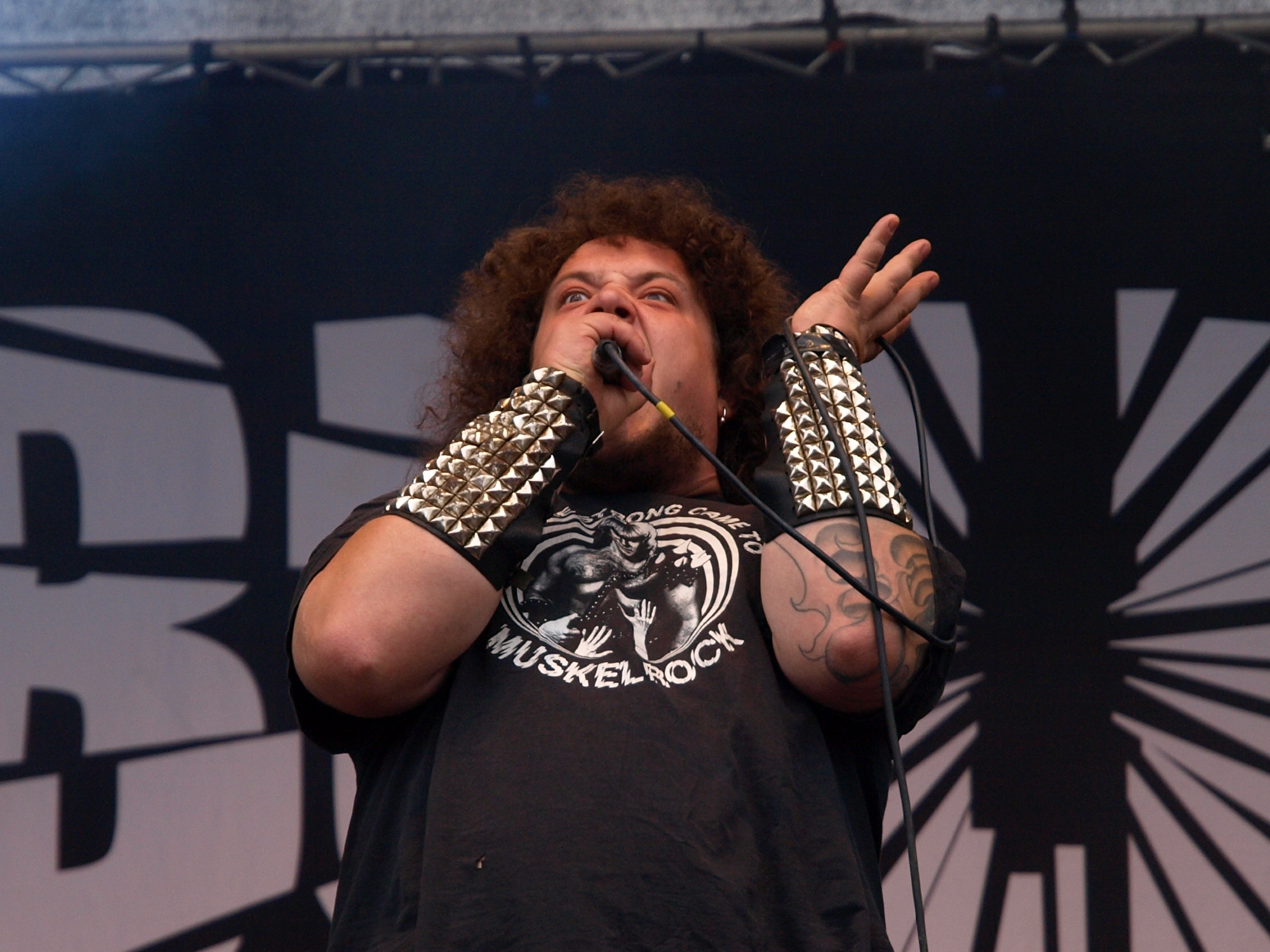
Dag "Hell" Hofer
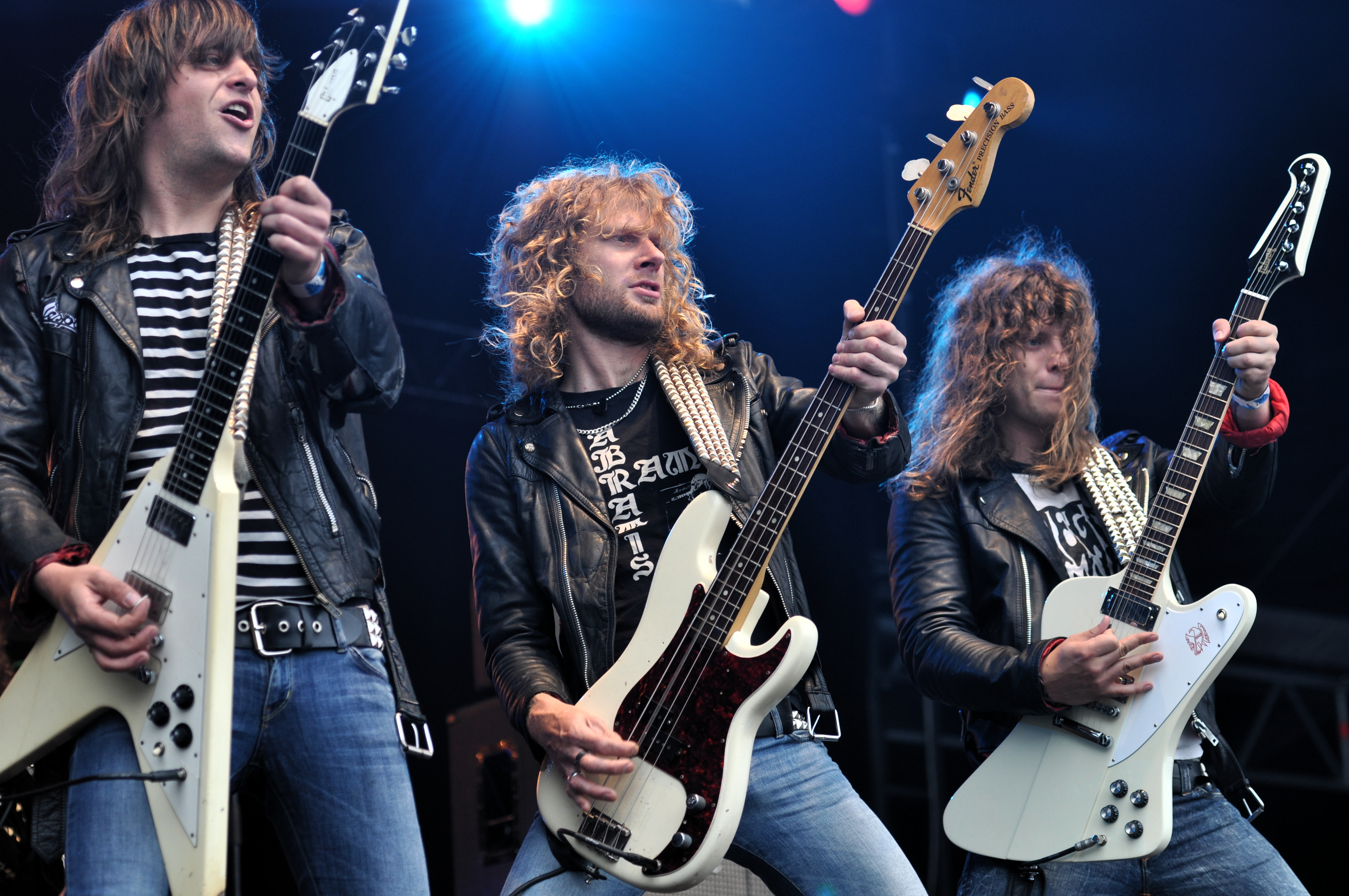
Hampus Klang, Adam Hector, Alexander Lyrbo
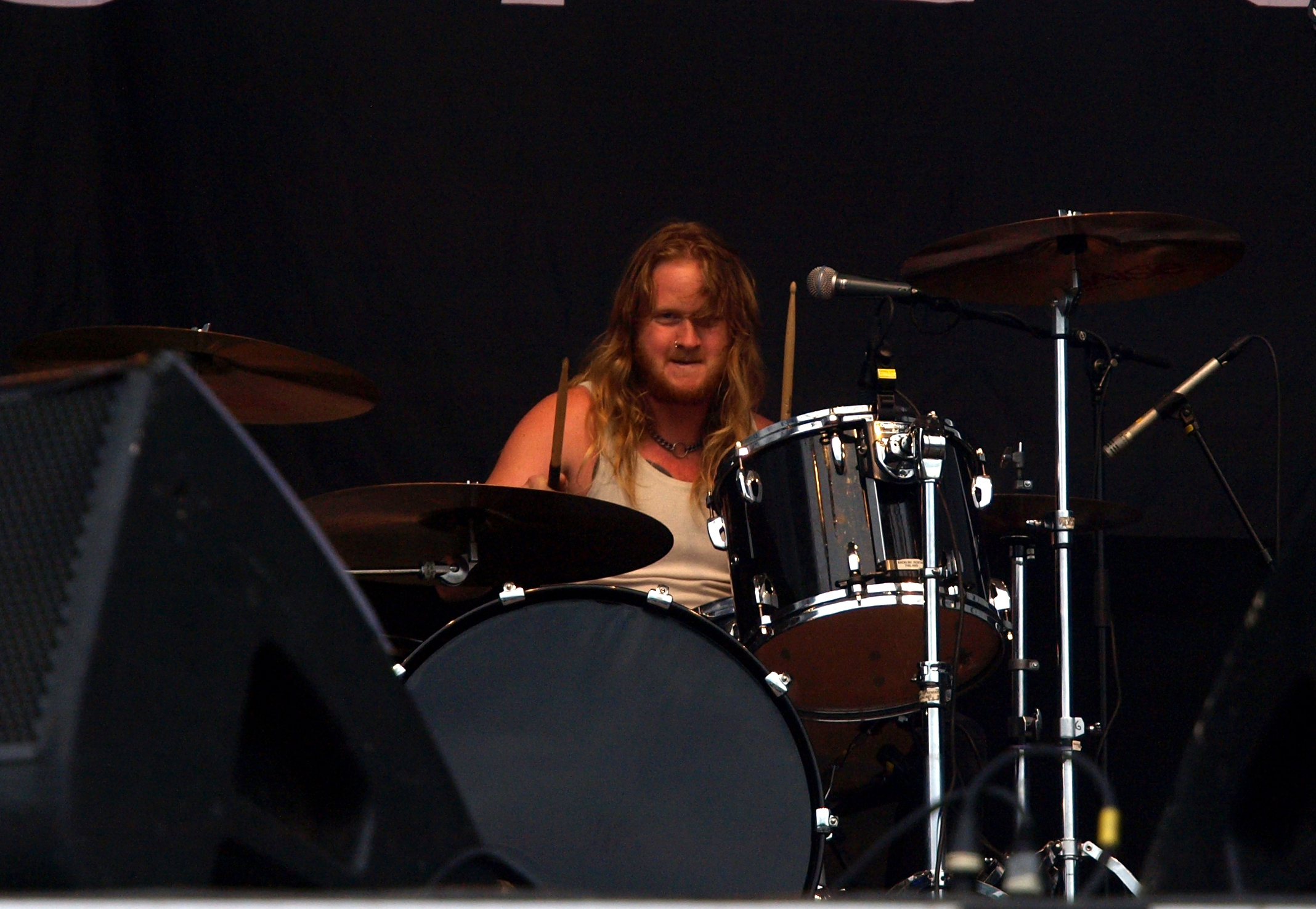
Gustav Hjortsjö

## Diskografi
Demo
- 2002 – Heavy Metal Highway
- 2006 – "Heading for the Top" (promo singel)

Studioalbum
- 2006 – Heading for the Top
- 2008 – Bite the Bullet
- 2011 – Highway Pirates
- 2012 – Full Pull
- 2014 – Storm of Blades
- 2018 – Dust To Gold

EP
- 2003 – Speeding in the Night

Singlar
- 2002 – "Heavy Metal Highway"
- 2012 – "Full Pull"
- 2014 – "Storm of Blades"
- 2018 – "Fuel The Fire"

Livealbum
- 2019 – Live

Annat
- 2011 – High Roller (Enforcer) / "Back on the Road" (Bullet) (delad 7" vinyl)